# Myrna Hansen
Myrna Hansen (n. 5 august 1934, Chicago, Illinois, SUA) este o actriță americană de film și televiziune.

## Filmografie
- Omul fără stea (1955)
- Cultul cobrei (1955)
- There's Always Tomorrow (1956)
- Raintree County (1957)
- Party Girl (1958)
- The Best of Everything (1959)
- Goodbye Charlie (1964)